# Altzo

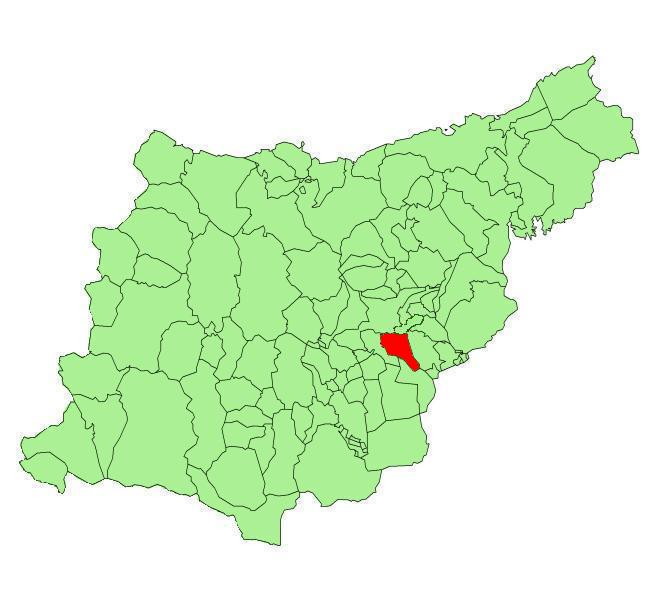
Localização de Altzo

Altzo é um município da Espanha na província de Guipúscoa, comunidade autónoma do País Basco, de área 9,77 km² com população de 379 habitantes (2007) e densidade populacional de 38,79 hab./km².

## Demografia
| Variação demográfica do município entre 1991 e 2004 | Variação demográfica do município entre 1991 e 2004 | Variação demográfica do município entre 1991 e 2004 | Variação demográfica do município entre 1991 e 2004 |
| --------------------------------------------------- | --------------------------------------------------- | --------------------------------------------------- | --------------------------------------------------- |
| 1991                                                | 1996                                                | 2001                                                | 2004                                                |
| 333                                                 | 321                                                 | 326                                                 | 349                                                 |